# Мадридський саміт НАТО 2022
Мадридський саміт 2022 року — це зустріч глав держав і урядів країн-членів НАТО, яка відбулася в Мадриді, Іспанія, 29–30 червня 2022 року.

## Передумови
8 жовтня 2021 року, після зустрічі з генеральним секретарем НАТО Єнсом Столтенберґом, прем’єр-міністр Іспанії Педро Санчес оголосив про святкування чергового саміту в Мадриді в 2022 році, дати, яка в іншому випадку підкреслює 40-ту річницю членства Іспанії в НАТО. НАТО оприлюднила логотип саміту 29 березня 2022 року. Зустріч запланована на кілька місяців після російського вторгнення в Україну в 2022 році.

## Порядок денний

### Наступна стратегічна концепція
Наступна «Стратегічна концепція НАТО», 10-річний план, що лежить в основі викликів безпеки Альянсу в глобальному ландшафті, що розвивається, і окреслює політичні та військові завдання НАТО, поставлені для їх вирішення, було прийнято на саміті, замінивши стратегічну концепцію, прийняту на саміті Лісабонський саміт 2010 року.
У новій стратегічній концепції Росію назвали «найзначнішою і найпрямішою загрозою для безпеки союзників, а також для миру та стабільності в євроатлантичному регіоні».

### Потенційне розширення

Швеція та Фінляндія
НАТО

Через російське вторгнення в Україну у 2022 році та подальше збільшення громадської підтримки було порушено перспективу подання Фінляндії та Швеції на вступ до НАТО до саміту. 12 травня президент і прем'єр-міністр Фінляндії Саулі Нііністе та Санна Марін опублікували спільну заяву про те, що «Фінляндія повинна негайно подати заявку на членство в НАТО».

## Місце проведення
Саміт пройшов в павільйонах 9 та 10 виставки IFEMA. Очікується, що в місті буде задіяно понад 25 тисяч поліцейських. Святкування Мадридського ЛГБТ-прайду було перенесено на тиждень через саміт.

## Культурна програма
29 червня 2022 року перед лідерами країн НАТО виступив Київський симфонічний оркестр.